# Amuzgo
Amuzgo (Amusgo, Amishgo).- Indijanski narod porodice Amuzgoan (ili Mixtecan), Velika porodica (Oto-Manguean) naseljen po meksičkim državama Guerrero (sela: Ometepec, Xochistlahuaca, Tlacoachistlahuaca, Cosuyoapan, Zacoalpa, Chochoapan, Huehuetono, El Pájaro, Las Minas, Cerro Bronco, Guadalupe Victoria, Guajentepec i Pueblo Nuevo.) i Oaxaca (San Pedro Amuzgos i Santa María Ipalapa). Amuzgi govore tri razna jezika od kojih svaki ima više dijalekata. 
Amuzgosi su seosko stanovništvo koje se bavi uzgojem kukuruza i drugih kultura, te raznim obrtima: lončarstvo, pletenjem hamaka (’hammocks’; viseće ležaljke), košaraštvom (od bambusa i palmi), te tkanjem.  Po vjeri su katolici. Sami sebe nazivaju Tzjon Non. Ime Amuzgo dolazi od Nahua naziva "amoxco", s rezervom se pevodi kao  "lugar donde hay librerías o bibliotecas", to jest 'Place of Books' a odnosi se na mjesto Xochistlahuaca, koji je bio religiozno središte ovoga kraja u vrijeme španjolske konkviste. 
Amuzgo 1990. broje preko 30,000 govornika (bez djece mlađe od 5 godina) u Guerreru i 5,008 u Oaxaci.

## Vanjske poveznice
- Amuzgos - Tzjon Non  Arhivirana inačica izvorne stranice od 9. lipnja 2007. (Wayback Machine)
- Amuzgos